# الوتد (مسلسل)
الوتد مسلسل تلفزيوني مصري إنتاج عام 1996. المسلسل تأليف خيري شلبي وإخراج أحمد النحاس. يضم المسلسل العديد من الفنانين ومنهم: هدى سلطان، يوسف شعبان، فادية عبد الغني، هالة فاخر.

## أحداث المسلسل
تدور أحداث المسلسل حول عائلة فاطمة تعلبة (هدى سلطان) من شباس عمير وأبنائها. وأكبر أبنائها هو الحاج درويش (يوسف شعبان). فكرة المسلسل تدور في إطار أسرة مصرية الأم فاطمة تعلبة تربي أبنائها بأسلوبها الخاص وهدفها الأساسي هو تكوين عائلة كبيرة مترابطة وغير مفككة، وتأمين مستقبل العائلة بشراء الأراضي الزراعية لهم ليصبحوا من ذوي الأملاك. الحاج درويش هو كبير العائلة ومتزوج من مريم (فادية عبد الغني) ابنة عمه، والحاج درويش من كبار البلد حيث أن كلمته مسموعه لدى كل فرد بالبلد.
تسيطر فاطمة تعلبة على كل قرارات العائلة حتى أنها تقوم باختيار زوجات أبنائها بدون أخذ رأيهم وتقوم بتزويجهم، وتتحكم في زوجات أبنائها وبالمنزل بكامله بمن فيه.
ينتهي المسلسل بموت درويش حزنا على حالة والدته الصحية والتي تتوفى بعده بأسبوع.

## فريق العمل
| - هدى سلطان: فاطمة تعلبة - يوسف شعبان: الحاج درويش (ابن فاطمة الأكبر) - هالة فاخر: بهية ابنة فاطمة تعلبة - فادية عبد الغني: مريم - عبد الله محمود: عيسى ابن فاطمة - حنان ترك: بسيمة ابنة فاطمة تعلبة - فتوح أحمد: عبد العزيز ابن فاطمة - حنان سليمان - أحمد سلامة - محمد الشقنقيري - مجدي فكري - حسن فؤاد: عبد الباقي ابن فاطمة | - نادية شكرى - فايق عزب - انتصار - إيمان خيري - نوال هاشم - فتحي عبد الوهاب - محمود العراقي - أحمد شكرى (ممثل) - مها أحمد - إيهاب شهاب - أحمد سامي عبد الله - غريب محمود | - محب كاسر - كريم الحسيني - مصطفى الخضرى - أحمد نبيل - مصطفى الشامى - شيماء عقيد - أمين هاشم - محمد عبد الجواد - نبيل الغول - محمود جليفون - هبة توفيق - فؤاد عاصم |